# Lou Lamoriello
Louis P. "Lou" Lamoriello, född 21 oktober 1942 i Johnston i Rhode Island, är en amerikansk idrottsledare som var senast verksam som president för ishockeyverksamheten och general manager för New York Islanders i National Hockey League (NHL).

## Karriär
Lamoriello har varit chef för ett av de mest framgångsrika återbyggnadsprojekten inom nordamerikansk idrott där han har varit med om att göra ett framgångsrikt lag av New Jersey Devils som var notoriskt dåligt när laget hette Kansas City Scouts och Colorado Rockies. Efter att ha omvandlats till New Jersey Devils säsongen 1982–83 och Lamoriello blev den styrande kraften 1987 har laget endast missat Stanley Cup-slutspelet tre gånger mellan 1988 och 2012, varit i final fem gånger och vunnit tre Stanley Cup – 1995, 2000 och 2003.
1992 fick Lamoriello motta Lester Patrick Trophy för sina insatser inom amerikansk ishockey.
I juni 2009 blev han invald i Hockey Hall of Fame för sina insatser med New Jersey Devils.
Hans son, Chris, var general manager för Devils farmarlag, Albany Devils och sedan 2016 assisterande general manager för New York Islanders.
Lamoriello var general manager för Toronto Maple Leafs mellan 2015 och 2018.